# Kane-bugyō
Les kane-bugyō (金奉行) sont des fonctionnaires du shogunat Tokugawa responsables de la comptabilité financière ou de l'administration fiscale.  
Le mode de paiement des impôts varie selon les localités. Dans le Kantō, les paiements sont généralement effectués en riz pour les terrains humides et en or pour les plateaux. Dans le Kinai et les provinces de l'Ouest, une formule légèrement différente est appliquée, mais les paiements sont également reçus à la fois en riz et en or. Dans le cas des paiements en espèces, l'argent est emporté au château d'Edo ou au château d'Osaka où il relève alors de la responsabilité du kane-bugyō. 
Les kane-bugyō à Edo et Osaka sont responsables de tous les comptes liés à ces recettes de trésorerie. Ils sont recensés et ensuite vérifiés par le katte-kata. L'ensemble de ces opérations est examiné de près par un membre des rōjū ou des wakadoshiyori.
Quelques domaines possèdent également la fonction de kane-bugyō. Deux des 47 ronins ont occupé ce poste au domaine d'Akō : Ōtaka Gengo (大高忠雄) et Maehara Isuke (前原宗房).